# Skiz (utwór dramatyczny)
Skiz – komedia w trzech aktach, autorstwa Gabrieli Zapolskiej wydana w 1909. Jak w większości sztuk, autorka wykpiwa moralną obłudę mieszczaństwa. Utwór wielokrotnie wystawiany w teatrze, m.in. przez Olgę Lipińską.
Sztuka była wystawiana już w 1908, cieszyła się powodzeniem w odbiorze publiczności, a sama autorka w wywiadzie stwierdziła, że jest to „farsa à la Bałucki”.

## Bohaterowie
- Lulu
- Muszka
- Tolo
- Wituś
- Pierwszy lokaj
- Drugi lokaj
- Trzeci lokaj

## Treść[2]
Akcja Skizu toczy się gdzieś na polskiej wsi, w majątku ziemskim Witusiów. Zamieszkuje je małżeństwo z dwuletnim stażem – Wituś i Muszka, która  – ku niezadowoleniu małżonka – jeszcze nie w pełni wdrożyła się do prac gospodarskich. W majątku goszczą od pewnego czasu Tolo i Lulu, para znacznie dłużej żyjąca w małżeńskim stadle. Znudzeni swoją drugą połówką wdają się w romanse. Miłosne gierki toczone przez bohaterów wymykają się jednak spod kontroli. W ospałej Muszce budzi się demon. Po nocy z Tolem gotowa jest na każde szaleństwo. Zdradzoną Lulu nieoczekiwanie opuszcza pewność siebie. Wobec wyznania Tola, że "mężczyzna jest młody, dopóki jest kochany" czuje się zupełnie bezradna. Tymczasem Wituś, uważający się za idealnego partnera, coraz więcej czasu spędza z Lulu. Niespodziewanie podsuwa jej rozwiązanie problemu: "Na złamane serce najlepsze lekarstwo to koń i rozpusta". W efekcie Lulu nagle odkrywa, że kobieta jest młoda, dopóki ktoś ją pożąda.